# 假白氏管螺
假白氏管螺（学名：Phaedusa pseudobensoni），是柄眼目烟管蜗牛科烟管蜗牛属的一种。本物種只見於中国大陆四川省广元市，常栖息在阴暗潮湿、多腐殖质的环境。